# Wade Helliwell
Wade Thomas Helliwell (Melbourne, 10 maggio 1978) è un ex cestista australiano con cittadinanza inglese.

## Carriera
Dopo aver frequentato nella seconda metà degli anni novanta la AIS (Australian Institute of Sport) Scholarship, liceo frequentato dai migliori talenti sportivi australiani, Helliwell si è iscritto nel 1999 alla Unc Charlotte giocando la stagione da junior nella Ncaa con la maglia dei 49ers. Nel 2000 è tornato in Australia, firmando con i Brisbane Bullets (Australian NBL) con cui ha disputato tre campionati ed ha ottenuto l'NBL Most Improved Player (giocatore più progredito) che nel 2002 gli ha consentito di approdare in nazionale. Nell'ottobre del 2003 è stato ingaggiato dal Panionios Atene dove è rimasto per un breve periodo prima del ritorno a Brisbane, nell'aprile successivo il centro ha firmato con la Pallacanestro Virtus Roma chiudendo la stagione 2003-04 nella Serie A italiana con 11 presenze in cui si è guadagnato la conferma in maglia giallorossa anche per i due successivi tornei. Nella stagione, 2005-06 ha giocato 41 gare di campionato (2 punti e 3 rimbalzi in 11,5 minuti di utilizzo) raggiungendo la semifinale per lo scudetto, e 10 di Uleb Cup (3 punti e 1,8 rimbalzi in 11,2 minuti di utilizzo).
Per la stagione 2006-07 ha firmato con la Mens Sana Siena ma a causa dello scarso minutaggio a novembre si è trasferito alla Nuova Sebastiani Basket Rieti in Legadue.
A Rieti finalmente è stato impiegato con continuità ed ha contribuito alla promozione della squadra sabina in serie A, garantendosi la riconferma per la stagione successiva.
Nella stagione 2007-08, infatti, gioca con la squadra reatina siglando 4 punti, 3,5 rimbalzi e 0,5 assist a partita giocando 18 minuti scarsi.
Nella stagione 2008-09 è stato ingaggiato dalla Premiata Montegranaro e troverà spazio essendo uno dei cambi principali dei titolari.
In nazionale Wade Helliwell nel 2005 e nel 2007 ha vinto la medaglia d'oro ai Campionati dell’Oceania. Nel 2006 ha partecipato in Giappone ai Campionati Mondiali.

## Palmarès
- Coppa Italia di Legadue: 1
 Nuova A.M.G. Sebastiani Basket Rieti: 2007